# Alegia
Alegia és un petit municipi de la província de Guipúscoa, de la comarca de Tolosaldea en el País Basc.

## Eleccions municipals 2007
Tres partits van presentar candidatura en aquest municipi en les passades eleccions; EAE-ANB, PSE-EE i PP. Aquests van ser els resultats: 
- Eusko Abertzale Ekintza - Acció Nacionalista Basca : 499 vots (8 escons)
- Partit Socialista d'Euskadi - Euskadiko Ezkerra : 67 vots (1 escó)
- Partit Popular : 33 vots (0 escons)

D'aquesta manera, EAE-ANB va accedir a l'ajuntament, amb majoria absoluta a l'aconseguir 8 escons, dels 9 possibles. El restant escó va ser aconseguit pel PSE-EE, mentre que PP va quedar sense cap representació en l'ajuntament.

## Etimologia
El nom tradicional de la localitat en castellà és Alegria; però a causa de l'existència d'altres localitats homònimes com Alegria d'Àlaba, a principis del segle xx li va ser afegit l'apel·latiu de Oria para distingir-lo d'aquestes, sent el riu Oria que travessa Alegia. El nom tradicional en euskera és Alegia o Alegi (es pronuncien com Aleguia o Alegui). Per la seva similitud sembla clar que ambdós noms estan relacionats i que un es deriva de l'altre, però existeixen discrepàncies en els experts per determinar si el nom basc deriva del castellà o viceversa.
Al llarg de la història els noms oficials han estat Alegria i posteriorment, Alegria d'Oria. El 1980 el municipi va acordar canviar la seva denominació oficial per la d'Alegia. El 1989 va ser publicada en el BOE i és actualment l'única denominació oficial a nivell de tot l'estat. El gentilici dels seus habitants és alegiarra, que deriva del nom basc de la localitat. Els seus veïns reben també el sobrenom de txintxarris (txintxarriak). Aquest sobrenom es deu al fet que antigament era típica de la localitat la fabricació d'esquelles (en euskera txintxarri). Encara que aquesta artesania es va perdre fa temps, el malnom s'ha conservat.

## Persones il·lustres
- Juan Joxe Agirre (1930): monjo benedictí i bibliotecarii. Ha creat al monestir benedictí de Lazkao un arxiu amb tota mena de documentació política generada al País Basc durant els últims 50 anys.
- Luis Haranburu (1947): escriptor en basc.
- Arantxa Iturbe (1964): escriptora en basc.